# 列奧妮達·巴格拉季昂-穆赫拉尼
列奧妮達·巴格拉季昂-穆赫拉尼（ლეონიდა ასული ბაგრატიონი-მუხრანელი，Leonida Bagration-Mukhrani，1914年10月6日—2010年5月23日）是喬治亞巴格拉季昂王朝的成員，屬於其分支穆赫拉尼家族。

幼年的列奧妮達·巴格拉季昂-穆赫拉尼

列奧妮達出生於提比里斯，但隨著蘇聯的建立她和家人流亡海外，定居於法國。1934年她嫁給美國人Sumner Moore Kirby，但兩人在1937年離婚。1948年她與弗拉基米爾·基里洛維奇大公結婚，他是末代沙皇尼古拉二世的堂姪，當時羅曼諾夫王朝的首領。他們有一個女兒：瑪麗亞·弗拉基米洛夫娜·羅曼諾娃。根據羅曼諾夫王朝家族法規，貴庶通婚的子女不具繼承權；而列奧妮達的家族巴格拉季昂王朝當時已非喬治亞的實際統治者，因此當弗拉基米爾大公去世後對於瑪麗亞是否應繼承羅曼諾夫王朝的首領產生了爭議。列奧妮達於2010年逝於西班牙馬德里。
1. ↑  Fundamental State Laws 的存檔，存档日期8 August 2014.. Retrieved 19 June 2010.
2. ↑  Website of Grand Duchess Maria 的存檔，存档日期4 October 2008.